# Bolbocaffer vacivum
Bolbocaffer vacivum is een keversoort uit de familie cognackevers (Bolboceratidae). De wetenschappelijke naam van de soort werd in 1901 gepubliceerd door Louis Albert Péringuey.